# Kibbuz Beit Alfa
Der Kibbuz Beit Alfa (hebräisch בֵּית אַלְפָא Bejt Alfā, deutsch ‚Haus Alpha‘, auch Bet Alpha oder Beth Alpha) wurde am 4. November 1922 in der Jesreelebene gegründet und war einer der ersten Kibbuzim in dieser Gegend von Palästina im heutigen Norden Israels.

## Geschichte

### Die Wurzeln des Kibbuz in der Hashomer-Hatzair-Bewegung
Die Geschichte von Beit Alfa ist eng verbunden mit der jüdischen Besiedlung der Jesreelebene und dem Landerwerb im Rahmen des Nuris-Projekts. Der Kibbuz liegt im Osten der Jesreelebene am Fuße des Berges Gilboa. Gegründet wurde er von Mitgliedern der sozialistisch-zionistischen Jugendorganisation Hashomer Hatzair. Laut einem Artikel in der Jüdischen Rundschau vom Juli 1922 war nach dem Erwerb der Nuris-Ländereien geplant, dass von einer Art Basislager aus auf dem „Tel Beth Ilfah“, dem Hügel von Beth Ilfah, die Erschließung der Flächen für die Gründung der drei Siedlungen Chefziba, Kwuza Zwi und „Kibbuz Alef“ erfolgen sollte. „Beth Ilfa“ war der Name einer arabischen Siedlung. Zur Geschichte des Namens heißt es auf der Webseite des Kibbuz Alfa:

„Der Name stammt von einer alten jüdischen Siedlung aus dem 6. Jahrhundert n. Chr., auf der eine arabische Stadt namens Ailfa errichtet wurde. Für die Deutung des antiken Namens gibt es zwei Theorien: eine stammt von dem Wort "Champion", das im Hebräischen mit "Ochse" übersetzt wird, d. h. ein Ort, an dem Stiere aufgezogen wurden. Das zweite Wort 'Ulpana', das einen Ort des Studiums, der Schule bedeutet.“

Aus der Geschichte von Gewa ergibt sich, dass dort die Basisstation für die Erschließung der Nuris-Ländereien lag und auch die Gründer von Beit Alfa zunächst dort lebten und von dort die Erschließung ihres eigenen Kibbuz-Geländes in Angriff nahmen. So ist es auch auf der Webseite des Kibbuz nachzulesen, wo es über die Gründer heißt:

„Der Kibbuz wurde von Mitgliedern des Hashomer Hatzair Bataillons A, Mitgliedern der Gruppe Bitanya Illit und Einzelpersonen aus Polen und Galizien gegründet.“

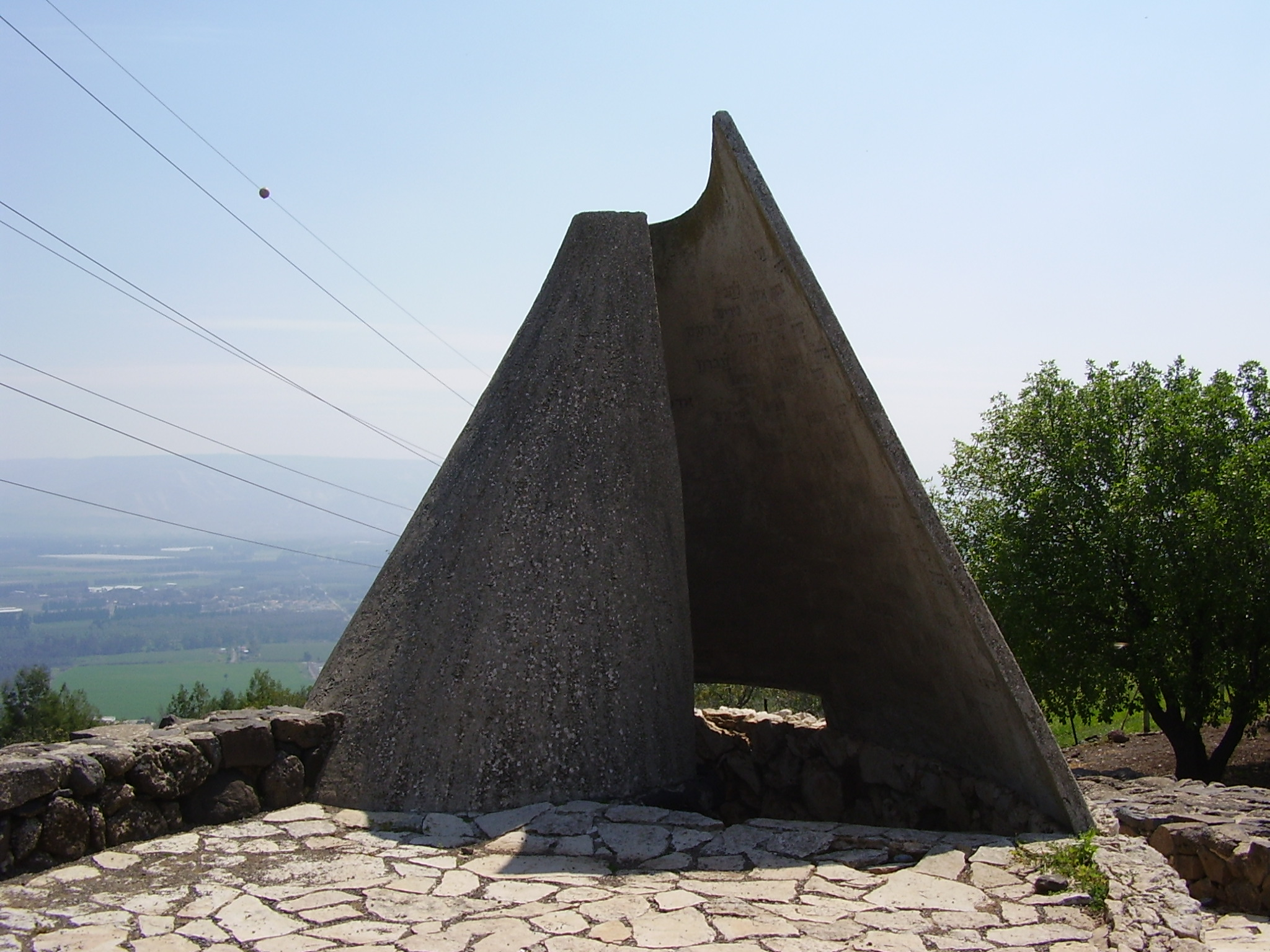
Bitanya Illit Gedenkstätte zur Erinnerung an die Kibbuz-Gründungen des Hashomer Hatzair

Bitanya oder auch Beitanya war ein Ort in Unter-Galiläa. Hier fand noch vor der Siedlungsgründung in der Jesreelebene ein erster Siedlungsversuch des Hashomer Hatzair statt, nach dem die zuvor erwähnte Gruppe benannt ist.

„Anfangs zählte die Gruppe etwa 45 Personen und am Ende des Aufenthalts waren noch 25 Personen übrig. Die Mitglieder der Gruppe lebten in einem Zeltlager und führten ein erfülltes Leben des Teilens. Sie arbeiteten hauptsächlich beim Pflastern von Straßen in der Gegend von Tiberias und beim Ausheben von Gruben für Plantagen. Nach der Arbeit lasen die Mitglieder der Gruppe Bücher, beschäftigten sich mit konzeptuellen Untersuchungen (beeinflusst von den Lehren von Dostojewski, Buber, Nietzsche, Freud und Weininger) und führten tiefgründige Gespräche. Einige Mitglieder der Gruppe suchten seine Wurzeln in der chassidischen Welt. Die Mitglieder der Gruppe berichteten von ihren Erfahrungen und Diskussionen in einer 1922 veröffentlichten Akte ‚Unsere Gemeinschaft‘ (‚Our Community‘), die einen großen Einfluss auf die Mitglieder von Hashomer Hatzair hatte. […] 1922 beteiligten sich einige Einwohner von Beitanya an der Gründung des ersten Kibbuz von Hashomer Hatzair, Beit Alfa.“

Dem außerhalb Israels wenig bekannten Einfluss der Gruppe auf die Hashomer-Hatzair-Bewegung, aus der der linkssozialistische Kibbuzdachverband HaArtzi hervorging, wurde in Israel 1964 durch die Errichtung einer Gedenkstätte Rechnung getragen, und zwar in Bitanya. Auf einem Aussichtspunkt 200 Meter über dem Südende des Sees von Genezareth wurde ein Betonzelt errichtet, dessen Innenseite die Namen aller 73 damals bestehenden HaArtzi-Kibbuzim trägt. (Lage)
In der Nähe des Kibbuz befand sich bis zum Jahre 2003 eine Schule der HaArtzi-Bewegung für Kinder und Jugendliche aus Beit Alfa und umliegenden Siedlungen (Reshafim, Mesilot und Nir David). Nach der Schließung der Schule entstand dort ein Aufnahmezentrum für Immigranten.

### Der Beitrag deutscher Chaluzim zur Gründung von Bei Alfa
Die Geschichte von Beit Alfa hat aber auch eine deutsche Komponente, die ihren Anfang nahm mit einer Praktikantenausbildung in einem jüdischen Siedlungsprojekt im brandenburgischen Ort Halbe und über Gewa und Beit Alfa zum gescheiterten Gründungsversuch der Kwuza Zwi führte, wie die Berichte der Zeitzeugen Schlomo Ettlinger und Siegfried Hirsch belegen.
Zur deutschen Gruppe – Mitglieder des jüdischen Wanderbundes Blau-Weiß und des Kartells Jüdischer Verbindungen (KJV) –, die Gewa mit gründete, gehörten laut Ettlinger Adolf Marx, Max Hirsch und seine Frau Bella Birk, Karl Steinschneider, Georg Brumm, Walter Joel, Fritz Neumann, Siegfried Hirsch, Jossel Nussbaum, Arthur Israelowitz und Anna Stern. Ihr eigentliches Ziel aber war ein weiterer Kibbuz, Beit Alfa, für den allerdings erst die Voraussetzungen geschaffen werden mussten: die Trockenlegung der Sumpflandschaft durch Drainagen. Ende 1922/Anfang 1923 konnten die Pioniere dann auf dem für den neuen Kibbuz bestimmten Gelände ihre Zelte aufschlagen.

„Die Zelte der Sochnut waren schlecht und durchlöchert, aber die allerschlechtesten erhielten wir, “Hajekim schelanu”, wie der Kibbuz uns nannte. Wir wohnten in einem grossen und zwei kleinen Zelten. Unsere zwei Bachuroth, Anna Stern und Cilly Herrman, wohnten mit einem Mädchen des Kibbuz zusammen. Sonst war es üblich, dass immer 2 Mädchen mit einem Bachur in einem Zelt wohnten, und dieser hatte die Aufgabe, das Zelt zu spannen und dafür zu sorgen, dass es bei Sturm und Regen nicht umfiel. Von uns wohnte nur Walter Joel mit 2 Mädchen des Kibbuz zusammen, und diese beschwerten sich bitterlich, dass er nur mit ihnen redete, um hebräisch zu lernen, und wirklich hat Walter Joel am schnellsten von uns hebräisch erlernt.“

Weitere Mitglieder aus der Halbe-Gruppe (Paul Lorenz, Leo Cohn, Hans Sternberg, Werner und Dora Rosolio) zogen nach oder bekundeten ihren Willen dazu, und die Gruppe konnte sich aus einem ehemaligen englischen Militärcamp in Dschenin eine erste Baracke besorgen. „Die allererste Baracke in Beth Alpha bekamen Max und Bella [Hirsch], als die allerersten Eltern eines Kindes in Beth Alpha.“
Ettlinger berichtete von einem ärmlichen Leben in Beit Alfa, von der ständig grassierenden Malaria („Es waren immer circa 50 bis 60 % […] krank.“), aber auch von den vielen Fertigkeiten, die sich die Chawerim aneignen konnten und mussten. „ln Beth Alpha lernten wir Backen, Tischlern, Schmieden, neben unseren landwirtschaftlichen Kenntnissen, fuer unsere Zukunft sehr wichtige Handwerke. Der herrliche Eukalyptushain bei Sachne wurde von uns gepflanzt.“ Nach ihm gab es auch herzliches und freundschaftliches Verhältnis zur zweiten großen Gruppe im Kibbuz; den Mitgliedern des Hashomer Hatzair. Siegfried Hirsch stellt das nicht grundsätzlich in Frage, verweist aber auf Differenzen der Chawerim untereinander,

„Schon damals – 1923 – gab es in Beth Alfa zwei Richtungen: die einen waren für den Aufbau des Meschek, die anderen mehr für die Bewegung des Haschomer Hazair. Es waren dieselben Menschen, die später die Teilung des Kibbuz und die Übersiedlung eines Teiles nach Ramat Jochanan herbeiführten. Parallel hierzu erfolgte 1923 die Trennung vom Ein Charod und Tel Joseph, die beide zur Achduth Ha'awodah gehört hatten. Auch hier war die Differenz zwischen Meschek und “Bewegung” die Ursache der Teilung.
Der Kibbuz wollte, dass wir in Beth Alfa bleiben. Wir aber fanden, dass wir in vieler Hinsicht so sehr divergierten, dass wir beschlossen, unsere eigene Siedlung zu gründen.“

In einem Aufsatz über Landes- und Regionalplanung in Israel wird Meschek – ähnlich wie Moschav – als kollektive Kleinbesitzsiedlung beschrieben, in der in bestimmten Umfange auch Privatbesitz existiert. Dessen Gegenpol ist der Kibbuz, in dem sich alles in Kollektiveigentum befindet. Das wäre dann die Konfliktlinie, die Hirsch zwischen dem „Aufbau des Meschek“ und der „Bewegung des Haschomer Hazair“ verortet. Der Wegzug der deutschen Gruppe aus Beit Alfa war in diesem Sinne eine Entscheidung gegen den Kibbuz und liegt auf der Linie des vom Blau-Weiß vertretenen Siedlungsgedankens in Palästina. Daraus folgte als nächster Schritt der Versuch, die Kwuza Zwi zu gründen, weil es den tief im deutschen Bürgertum verwurzelten Blau-Weissen nicht möglich gewesen sei, „sich in eine Gemeinschaftssiedlung von vornehmlich osteuropäischen Juden, mit denen sie sich aufgrund von Sprachunterschieden womöglich nicht verständigen konnten“ einzugliedern.

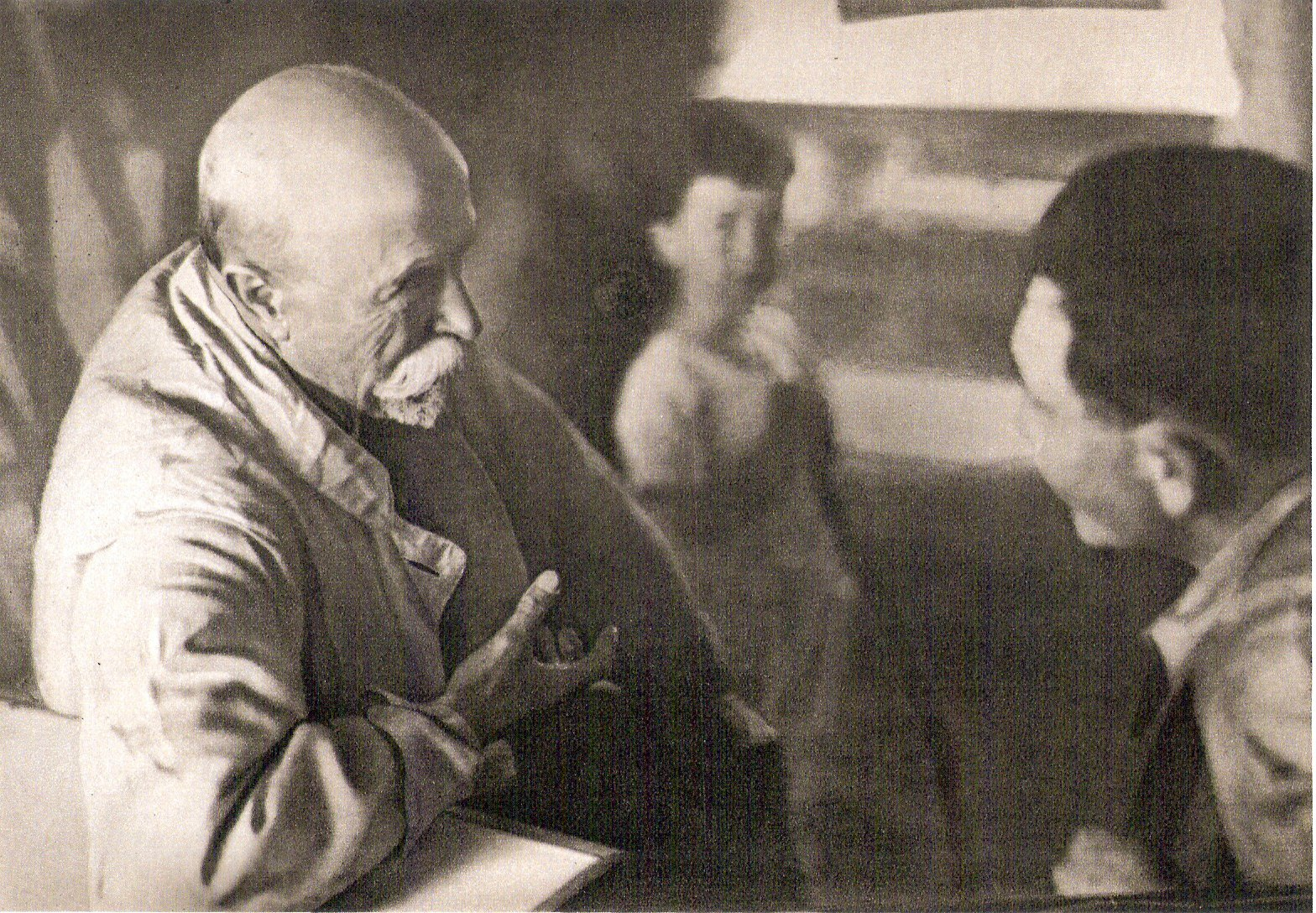
Tomáš Masaryk in Beit Alfa

## Nach der Gründungsphase
Im April 1927 war der Kibbuz Beit Alfa eine der Stationen des tschechoslowakischen Präsidenten Tomáš Masaryk auf seiner Reise durch Palästina. Dies war der erste Besuch eines Staatsoberhauptes, das nach dem Ersten Weltkrieg vorstaatliche zionistische Institutionen und Projekte im damaligen britischen Mandatsgebiet Palästina besuchte. Seit 1940 trägt ein Kibbuz im Norden Israels den Namen Kfar Masaryk.
1928 wurden bei Grabungsarbeiten für Bewässerungsanlagen auf dem Gelände des benachbarten Kibbuz Chefziba Reste einer antiken Synagoge entdeckt. Bei den 1929 begonnenen offiziellen Grabungsarbeiten wurden dann beeindruckende Mosaikböden aus vorchristlicher Zeit freigelegt. Die Grabungsstätte ist heute als Bet Alpha Synagogue National Park bekannt. Dass der Ausgrabungsort nach Beit Alfa benannt wurde, statt nach Chefziba, hing zum einen damit zusammen, dass Beit Alfa näher zur Grabungsstätte lag. Allerdings beruht der Name des Kibbuz selber schon auf einem historischen Ort, der nahe gelegenen Ruine Beit Ilfa, der in Beit Alfa fortbesteht.
1940 kam es infolge der oben schon von Siegfried Hirsch erwähnten ideologischen Auseinandersetzungen zu einem Mitgliederaustausch. Mitglieder des Hashomer Hatzair aus dem Kibbuz Ramat Yohanan zogen nach Beit Alfa, während sich die dortigen Mapai-Mitglieder nach Ramat Yohanan begaben.

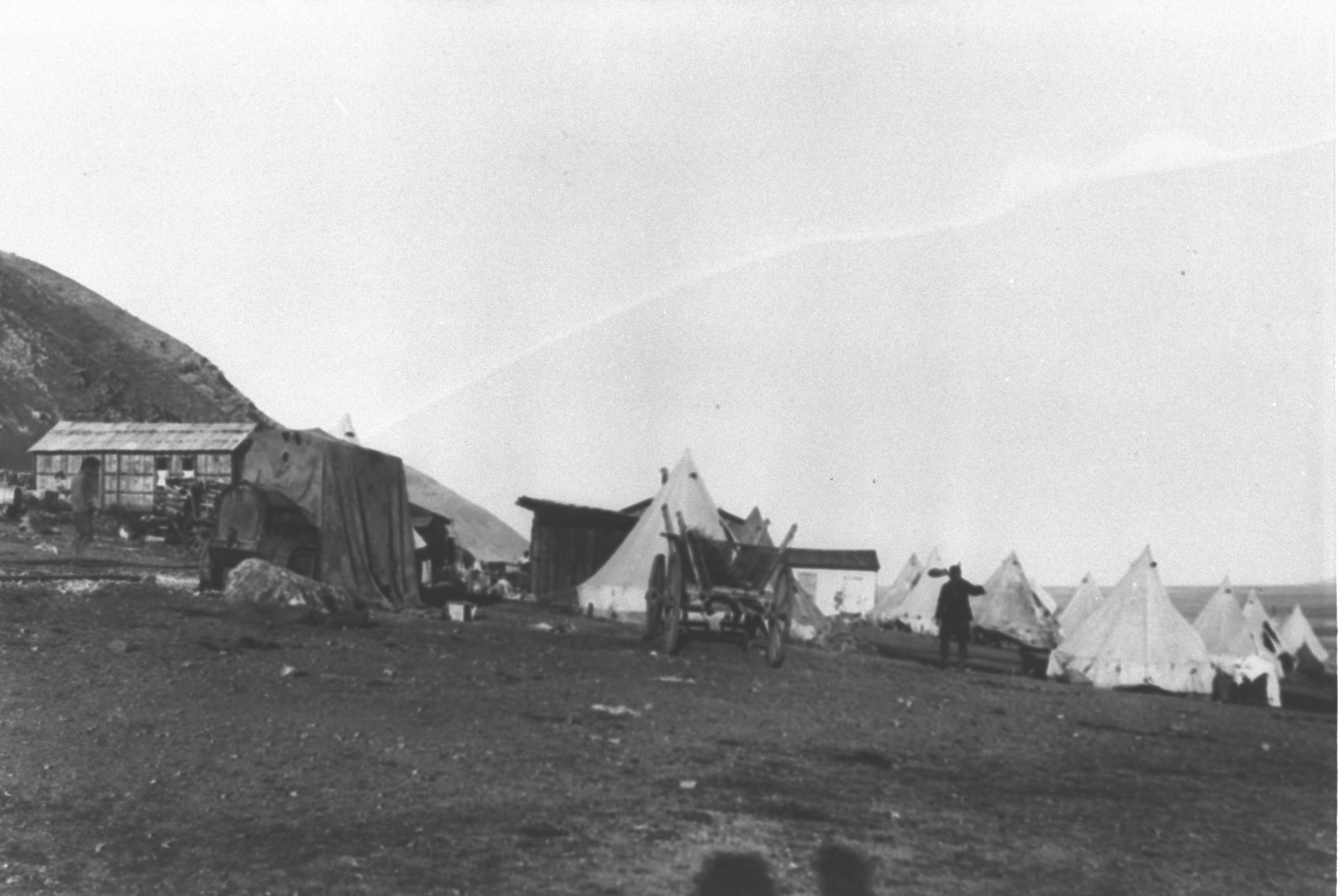
Beit Alpha 1923
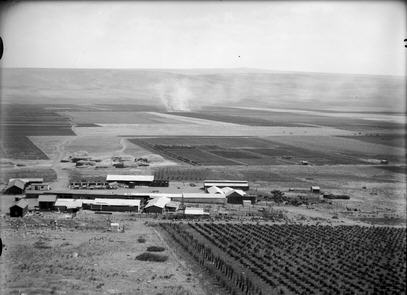
Beit Alfa 1925
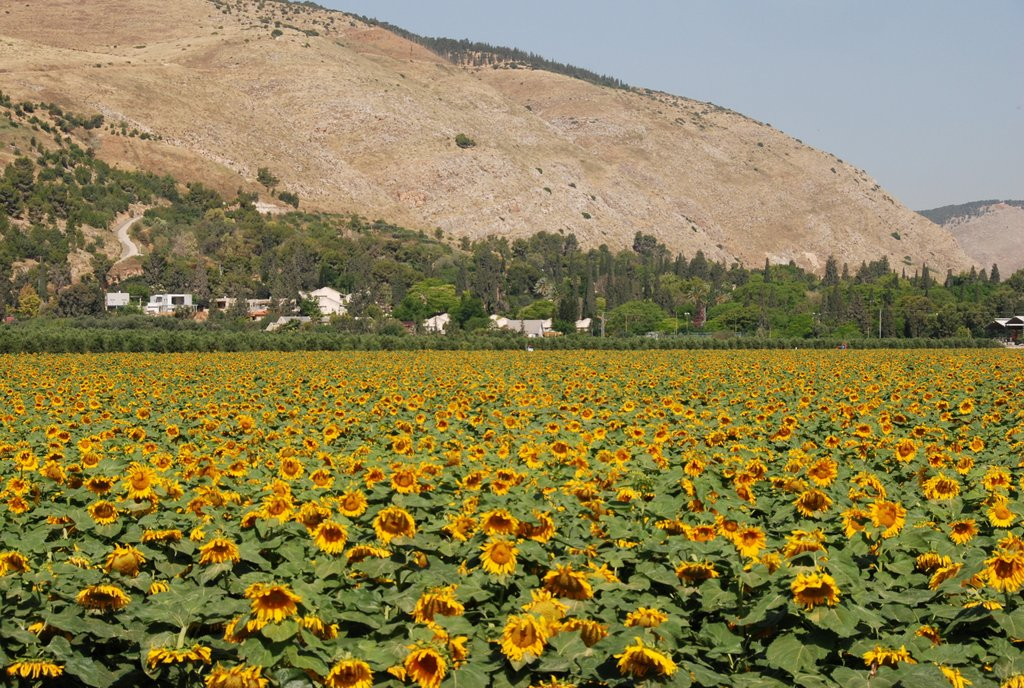
Blick auf Beit Alfa und Gilboa
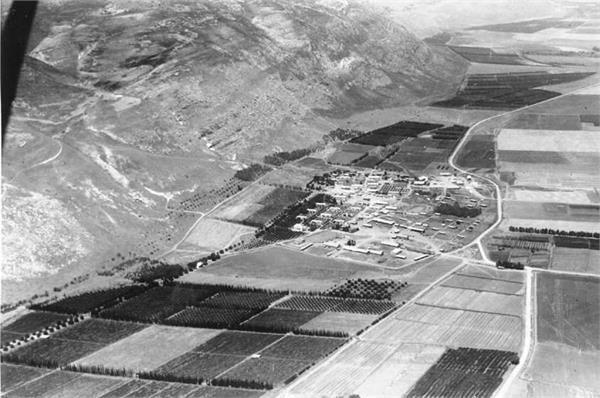
Beit Alfa 1938
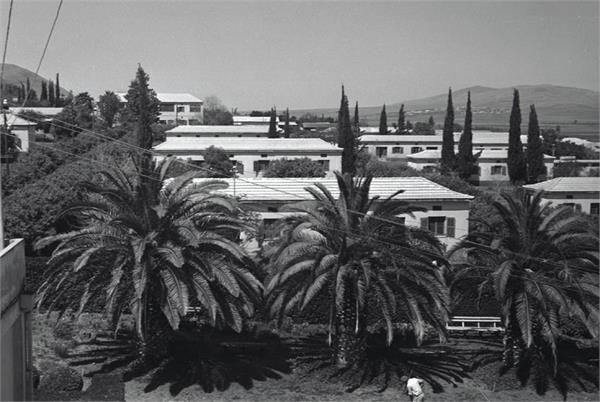
Beit Alfa 1945

## Der militärisch-industrielle Komplex des Kibbuz
Der Kibbuz besitzt laut seiner Homepage einen Kalksteinbruch am Gilboa, die Fabrik Beit-Alfa Technologies (BAT), die Feuerwehrautos und andere Spezialfahrzeuge herstellt, und eine Tischlerei. Landwirtschaft und Tourismus seien weitere wirtschaftliche Standbeine des Kibbuz. Nicht erwähnt wird dort, was unter den von BAT hergestellten anderen Spezialfahrzeugen zu verstehen ist. Nach The Database of Israeli Mikitary and Security Export sind die BAT seit 1966 ein international führender Entwickler und Hersteller von Spezialfahrzeugen für Polizei, Militär, Sicherheitsdienste, Behörden, Privatpersonen und Strafverfolgungsbehörden. Dort heißt es weiter, dass die gepanzerten Aufstandsbekämpfungsfahrzeuge („Riot Control Vehicles“ mit „Jet Pulse Water Cannon Systems“) von Beit Alfa von mehr als 25 Ländern auf der ganzen Welt eingesetzt werden, darunter in Spanien, Griechenland, Frankreich, Albanien, China, Singapur, Honduras, Peru, Guatemala und Chile. Auf einer anderen Webseite heißt es über die „15 verschiedenen Modelle“ der „Riot Control Vehicles“ gar: „Die Einsatzfahrzeuge von BAT haben sich in mehr als 40 Ländern auf der ganzen Welt „im Einsatz bewährt“.“ Über einen Inlandseinsatz im Jahr 2017 gegen Jerusalemer Demonstranten hieß es:

„Die israelische Polizei schickte spezielle Einsatzfahrzeuge, die farbiges Wasser auf die Demonstranten sprühten. Die Aufnahmen von phosphoreszierendem blauem Wasser, das auf die schwarz-weiß gekleideten Haredi-Demonstranten gespritzt wurde, erschienen in allen israelischen Medien, vor allem wegen des bunten Kontrasts. Diese vom Kibbuz Beit Alfa, der zur sozialistisch-zionistischen Hashomer-Hatzair-Bewegung gehört, hergestellten Fahrzeuge zur Bekämpfung von Ausschreitungen werden seit Jahrzehnten an despotische Regime verkauft. Das farbige Wasser hilft, Demonstranten zu markieren, so dass es leicht ist, sie zu verhaften, selbst wenn sie den Schauplatz verlassen haben.“

Im Jahre 2020 wurde die Fabrik verkauft. In einem Artikel hieß es dazu: „Beit Alfa ist die Wiege der alten israelischen Linken. Hashomer Hatzairs erster Kibbuz ist auch der Kibbuz, der die Polizei-Wasserwerfer entwickelt und hergestellt hat, bis die Fabrik Anfang des Jahres verkauft wurde.“

## Nicht-Militärische Produkte
Seit den 1930er Jahren beschäftigte sich das Kibbutzmitglied Hanka Lazarson mit Gemüsezüchtungen und entwickelte eine Gurkenrasse, die als „Beit Alpha Cucumber“ (oder „Beth Alpha Cucumber“) bekannt wurde. Die Sorte wurde aufgrund ihres hervorragenden Geschmacks und ihres hohen Ertrags weltweit sehr beliebt – und ist es noch immer, heute auch in Bio-Qualität. Ein Haaretz-Artikel würdigt Lazarson auch als jemand, der neue Tomatensorten kultiviert habe, „die viele Jahre lang die Felder und Märkte des Landes dominierten“.

## Bekannte Personen mit Bezug zu Beit Alfa
- Joshua Bierer (Mitbegründer von Beit Alfa und später Psychiater)
- Naomi Frankel (Schriftstellerin)
- Mosche Lewi (ehemaliger Generalstabschef der israelischen Streitkräfte)
- Ezra Orion (Bildhauer)
- Nathan Shaham (Schriftsteller)